# Martín Sío
Martín Sío (27 de março de 1985) é um praticante de taekwondo argentino e medalhista pan-americano no Rio 2007.